# Moody Currier

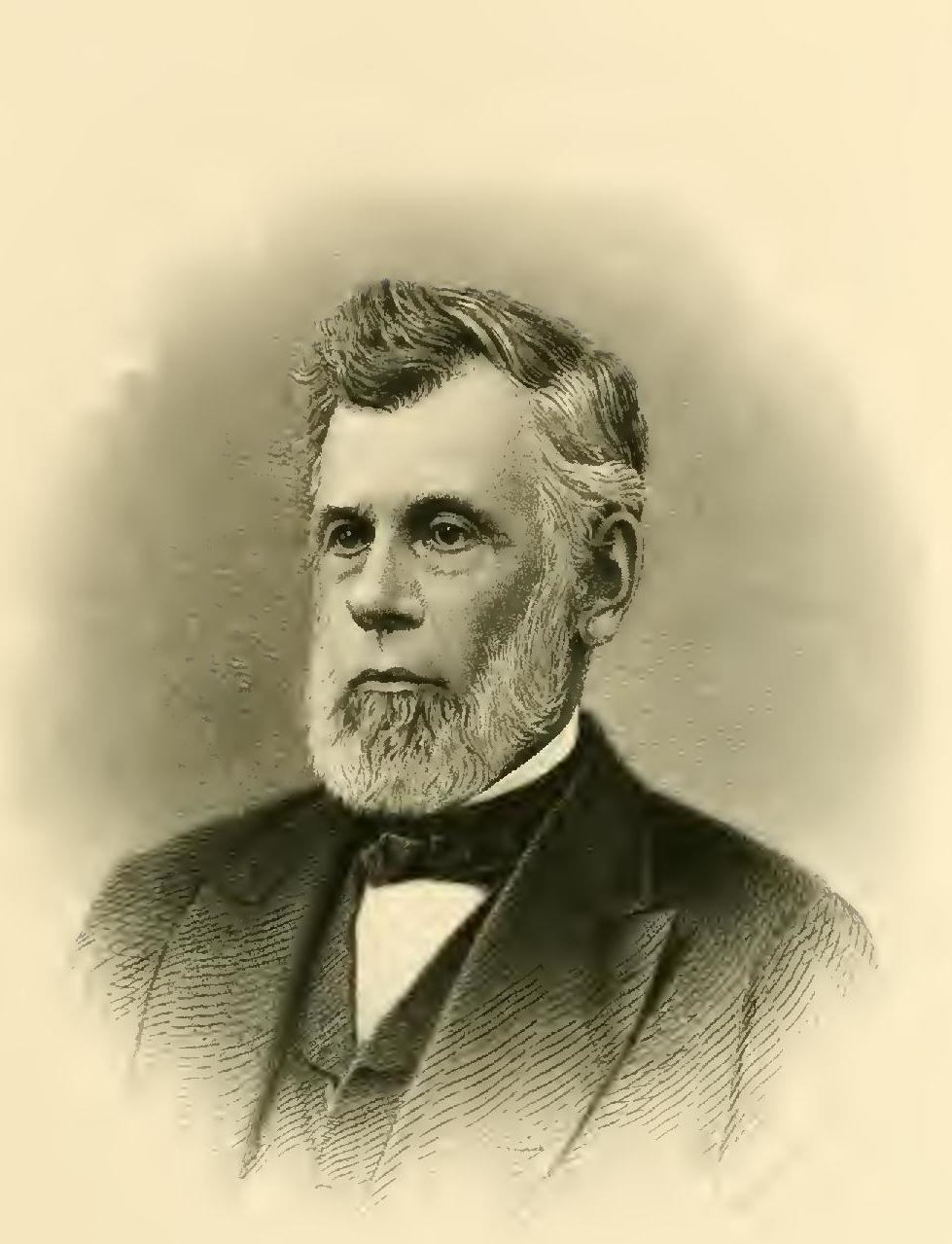
Moody Currier

Moody Currier (* 22. April 1806 in Boscawen, Merrimack County, New Hampshire; † 23. August 1898 in Manchester, New Hampshire) war ein US-amerikanischer Politiker und von 1885 bis 1887 Gouverneur des Bundesstaates New Hampshire.

## Frühe Jahre
Moody Currier besuchte die Hopkinton Academy und danach bis 1834 das Dartmouth College. Danach arbeitete er für kurze Zeit als Zeitungsverleger und als Schullehrer. Nach einem anschließenden Jurastudium und seiner Zulassung als Rechtsanwalt begann er im Jahr 1841 in Manchester zu praktizieren. Im Jahr 1848 gab er diesen Beruf wieder auf und wurde Bankier. Für den Rest seines Lebens war er neben seiner politischen Tätigkeit auf diesem Gebiet und im Eisenbahnwesen engagiert.

## Politischer Aufstieg
Ursprünglich war Currier Mitglied der Demokratischen Partei. Dort gehörte er zu der Fraktion, die die Sklaverei bekämpfte. Zwischen 1843 und 1844 war er Mitglied des Senats von New Hampshire. Im Jahr 1852 wechselte er zur Free Soil Party und nach deren Auflösung einige Jahre später zur Republikanischen Partei. Zwischen 1856 und 1857 war er erneut im Senat seines Staates, wobei er 1857 dessen Präsident wurde. Von 1860 bis 1861 war er Mitglied im Beraterstab des Gouverneurs von New Hampshire sowie dann während des Bürgerkriegs Vorsitzender des Kriegsausschusses seines Staates. Danach zog er sich bis 1882 aus der Politik zurück und verfolgte seine geschäftlichen Interessen. In dieser Zeit war er nur im Jahr 1876 kurzzeitig einer der Wahlmänner bei der Präsidentschaftswahl. 1882 bewarb er sich um die Nominierung seiner Partei für das Amt des Gouverneurs. Dabei unterlag er aber in einer Kampfabstimmung gegen Samuel W. Hale. Zwei Jahre später wurde er dann als Kandidat für die nächste Gouverneurswahl nominiert. Damit konnte ein drohender Bruch innerhalb der Republikanischen Partei vermieden werden.

## Gouverneur von New Hampshire
Moody Currier trat seine zweijährige Amtszeit am 4. Juni 1885 an und konnte bis zum 2. Juni 1887 im Amt bleiben. In seiner Amtszeit litt der Staat unter einer Wirtschaftskrise. Der Gouverneur förderte die Industrie und den Handel, um dem wirtschaftlichen Abschwung entgegenzuarbeiten. Ein neues Gesetz verpflichtete die Versicherungsgesellschaften, in vollem Umfang für Schäden aufzukommen. Das führte prompt zur Abwanderung einiger Gesellschaften aus dem Staat. Viele kehrten innerhalb eines Jahres aber wieder zurück. Gouverneur Currier war gegen Ende seiner Amtszeit amtsmüde und wollte seinen Posten an den Senatspräsidenten übergeben. Diesem Plan stimmte die Legislative aber nicht zu. Daher musste Currier bis zum Ende seiner Amtszeit am 2. Juni 1887 im Amt bleiben. Er ernannte dann noch den früheren Gouverneur Person Colby Cheney als Nachfolger des verstorbenen Austin Franklin Pike zum US-Senator.

## Weiterer Lebenslauf
Nach Ablauf seiner Amtszeit zog sich Currier aus der Politik zurück und widmete sich seinen privaten Angelegenheiten. Er verstarb im August 1898 und wurde in Manchester beigesetzt. Er war dreimal verheiratet und hatte insgesamt drei Kinder.